# Moreno Valley (California)
Moreno Valley es una ciudad del condado de Riverside en el estado estadounidense de California. En el año 2009 tenía una población de 186.301 habitantes y una densidad poblacional de 1.400 personas por km².
Moreno Valley es una ciudad relativamente joven, su rápido crecimiento en la década de 1980 y 2000 ayudó a posicionarla como la segunda ciudad más grande en población del condado de Riverside, y una de los centros más poblados de Inland Empire. Colindando con Riverside, California es la capital y ciudad sede más grande en el condado; las dos ciudades están estrechamente vinculadas, comparten la Base de la Reserva Aérea March Joint con la ciudad de Perris al norte del lago Perris.

## Geografía
Según la Oficina del Censo, la ciudad tiene un área total de 133,6 km² (51,6 mi²), de la cual 132,7 km² (51,2 mi²) es tierra y 0,9 km² (0,3 mi²) es agua.

## Demografía
Según la Oficina del Censo en 2007 los ingresos medios por hogar en la localidad eran de $55,604, y los ingresos medios por familia eran $57,385. Los hombres tenían unos ingresos medios de $38,620 frente a los $26,492 para las mujeres. La renta per cápita para la localidad era de $14,983. Alrededor del 11.6% de la población estaban por debajo del umbral de pobreza.

## Ciudades hermanas
- San Juan de los Lagos, México